# Folke Udenius
Karl Folke Udenius, född 8 juli 1914 i Stockholm, död där 6 mars 1975, var en svensk skådespelare. 

## Filmografi
- 1945 – Sten Stensson kommer till stan
- 1949 – Hur tokigt som helst
- 1954 – Seger i mörker
- 1956 – Karl för sin hatt

## Teater

### Roller
| År   | Roll        | Produktion                                                                                    | Regi                                        | Teater           |
| ---- | ----------- | --------------------------------------------------------------------------------------------- | ------------------------------------------- | ---------------- |
| 1954 | Medverkande | Arsenik åt alla spetsar, revy Rune Moberg                                                     | Gösta Jonsson                               | Boulevardteatern |
| 1956 |             | Den skandalösa historien om Mr Kettle och Mrs Moon (Mr. Kettle and Mrs. Moon) J. B. Priestley | Per-Axel Branner                            | Alléteatern      |
| 1963 |             | Pyjamasleken (The Pajama Game) George Abbot, Richard Bisell, Richard Adler, Jerry Ross        | Carl-Gustaf Kruuse af Verchou Mille Schmidt | Idéonteatern     |
| 1966 | Fadern      | Tvångseld Willey Östlund                                                                      | Harald Westman                              | Alléteatern      |